# Kadir Topbaş

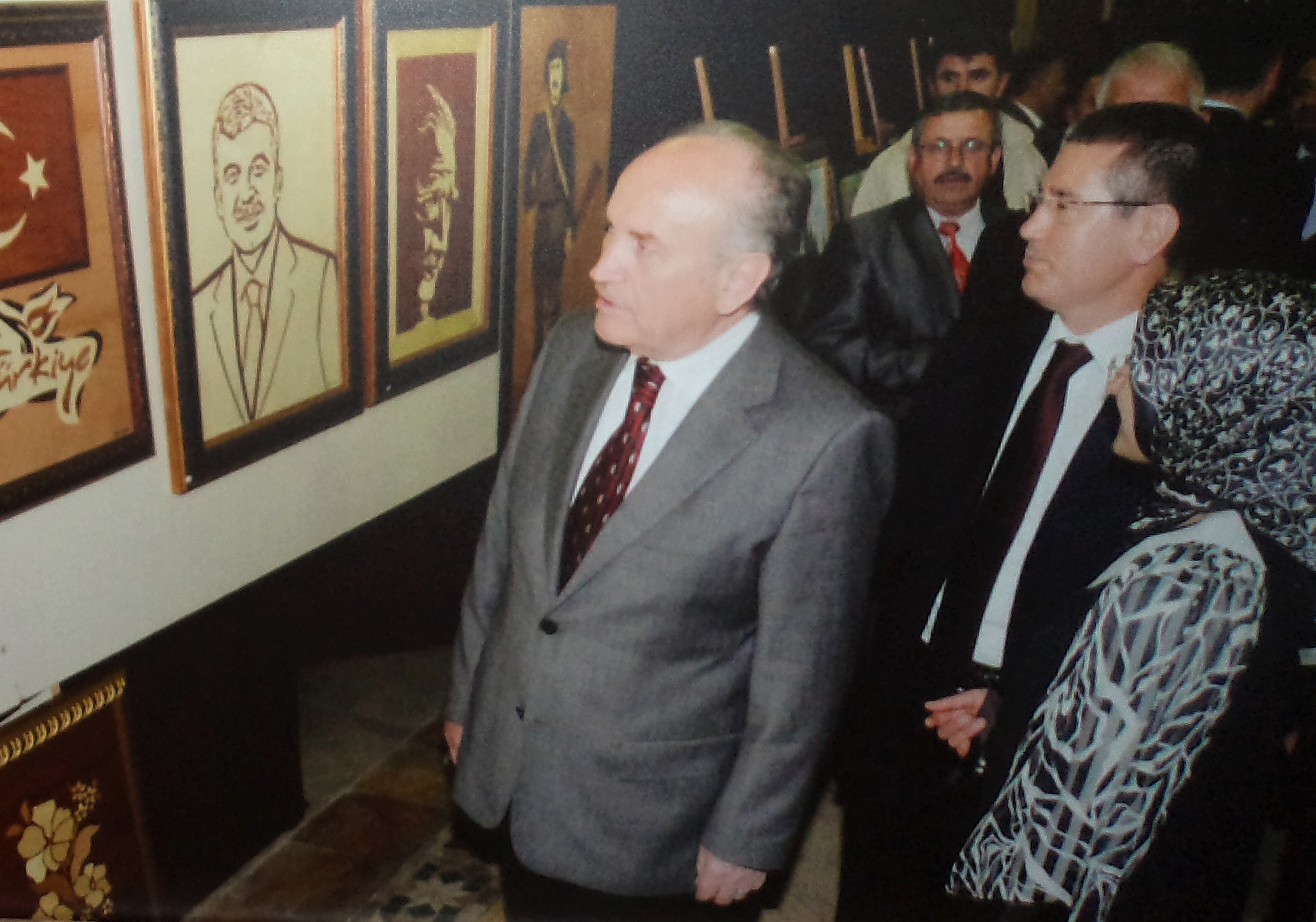
Kadir Topbaş (2012)

Kadir Topbaş (gesprochen: Topbasch) (* 8. Januar 1945 in Altıparmak, Gemeinde Yusufeli, Provinz Artvin; † 13. Februar 2021 in Istanbul) war ein türkischer Politiker und Mitglied der AKP. Zwischen März 2004 und September 2017 war er Oberbürgermeister von Istanbul.
Topbaş’ Vater Hüseyin Topbaş kam 1928 nach Istanbul, seine Mutter erst 1935. Die Mutter befand sich während des Zweiten Weltkrieges in ihrem Heimatdorf Altıparmak des Landkreises Yusufeli der Provinz Artvin und so wurde Kadir Topbaş am 8. Januar 1945 dort geboren. Der endgültige Umzug nach Istanbul erfolgte im April des Jahres 1945. Die Volksschule und das Gymnasium absolvierte er in Istanbul. 1972 absolvierte er die theologische Fakultät in Istanbul und 1974 die Fakultät für Architektur an der Mimar Sinan Güzel Sanatlar Üniversitesi. Seine Doktorarbeit schrieb Topbaş über die Stellung des Khedivenpalastes in der zivilen Architektur am Bosporus.
Er arbeitete über lange Jahre als Architekt, kurzzeitig war er auch Lehrer am Küçükçekmece-Gymnasium in Istanbul. Topbaş war von 1994 bis 1998 Berater des damaligen Oberbürgermeisters Recep Tayyip Erdoğan. Während dieser Zeit war er um die Restaurierung vieler historischer Stätten in Istanbul bemüht. Im Kulturministerium vertrat er bereits die Interessen der Architektenkammer als gewählter Vorsitzender. 1999 wurde er zum Bürgermeister von Beyoğlu gewählt und am 24. März 2004 zum Oberbürgermeister von Istanbul. Am 29. März 2009 wurde er bei den Kommunalwahlen in der Türkei in seinem Amt bestätigt, ebenso 2014. Topbaş trat ohne Angabe von Gründen am 22. September 2017 von seinem Amt zurück. In der Presse wurde spekuliert, dies habe mit Unstimmigkeiten zwischen Topbaş und anderen Verantwortlichen in der AKP zu tun gehabt.
Topbaş starb am 13. Februar 2021 an multiplem Organversagen nach längerer COVID-19-Erkrankung. Er war verheiratet und Vater von zwei Söhnen und einer Tochter.